# シャルル・ラヴァル
シャルル・ラヴァル（Charles Laval, 1861年3月17日 - 1894年4月26日）は、フランスの綜合主義の画家。

## 生涯

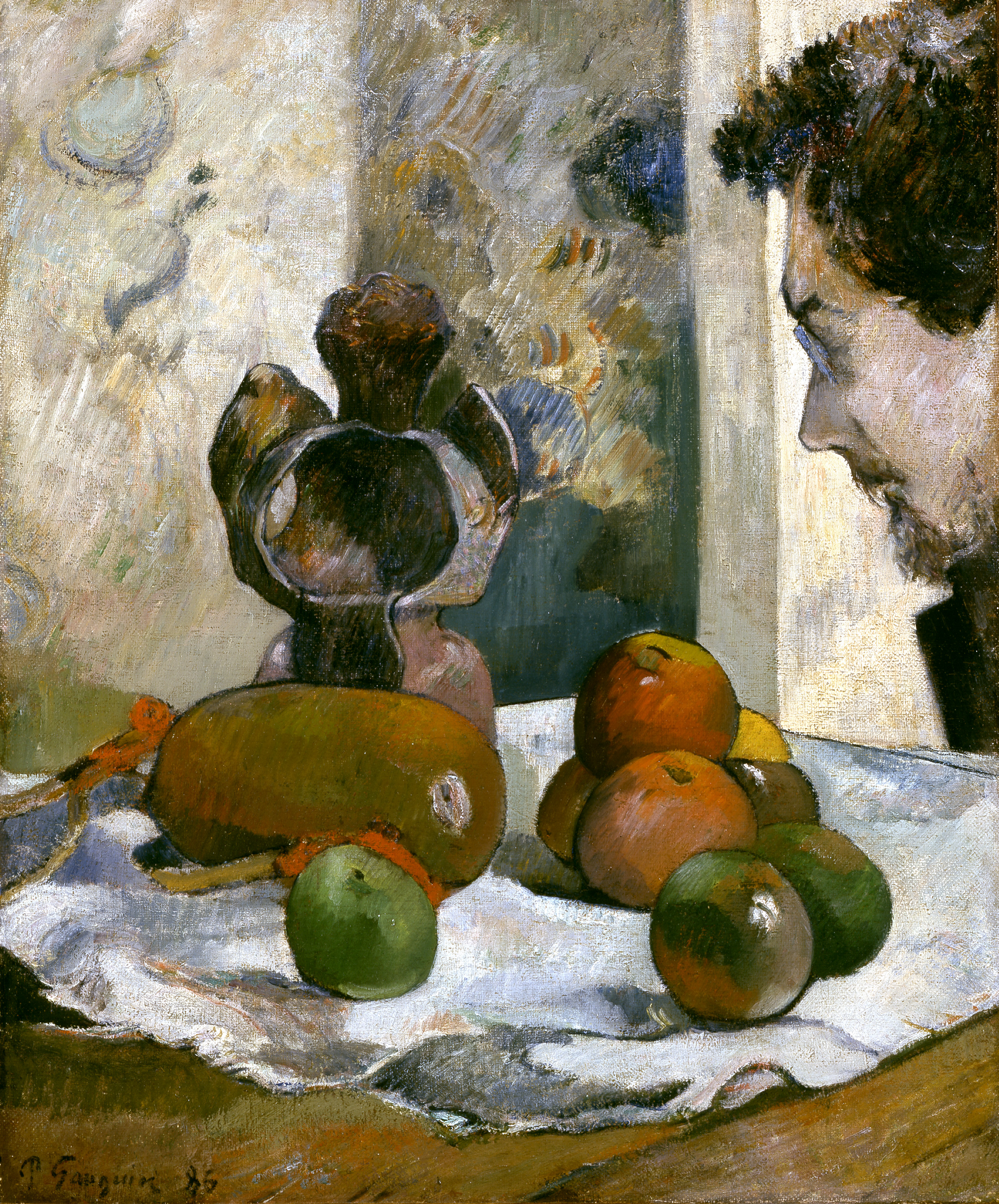
ポール・ゴーギャン「ラヴァルの横顔のある静物」1886年、インディアナポリス美術館。

1861年、パリで、建築家の父とポーランド人の母との間に生まれた。レオン・ボナ、フェルナン・コルモンに師事した後、1880年のサロンに牧歌的な風景画「バルビゾンの農場」を出品した。アンリ・ド・トゥールーズ＝ロートレック、エミール・ベルナール、ルイ・アンクタンと親交を持った。
1886年、ブルターニュのポン＝タヴァンでポール・ゴーギャンと出会い、親交を深めた。1887年には一緒に異国趣味を追求してパナマに赴いた。そこでラヴァルは、レオン・ボナからの教えに基づいてアカデミズム風の肖像画を制作しているが、現在では全て失われている。その後2人は事情によりパナマを出ざるを得なくなり、カリブ海のマルティニーク島に向かった。ここでラヴァルは明るい色彩の風景画のシリーズを仕上げた（長い間、これはゴーギャンの作品とされてきた）。
しかし、赤痢にかかり、精神の病を患って自殺未遂さえ起こすに至り、ラヴァルは1888年、ゴーギャンに続いてマルティニーク島を離れることになった。ラヴァルは1888年7月、ポン＝タヴァンでゴーギャンと再会している。ラヴァルが持ち帰った油彩画、水彩画はゴーギャンの関心を惹きつけ、同時にゴーギャンはベルナールとも意気投合した。ベルナールの「草地のブルターニュの女性たち」とゴーギャンの「説教の後の風景（天使とヤコブの闘い）」には、純粋ではっきりした色彩、遠近法の排除、単純化した形、日本画風の構図など、綜合主義が表明されており、ラヴァルの「市場に行く」もこれに影響を受けている。同じ頃に制作されたブルターニュの「風景」は、抽象的なパターンへの指向を示している。

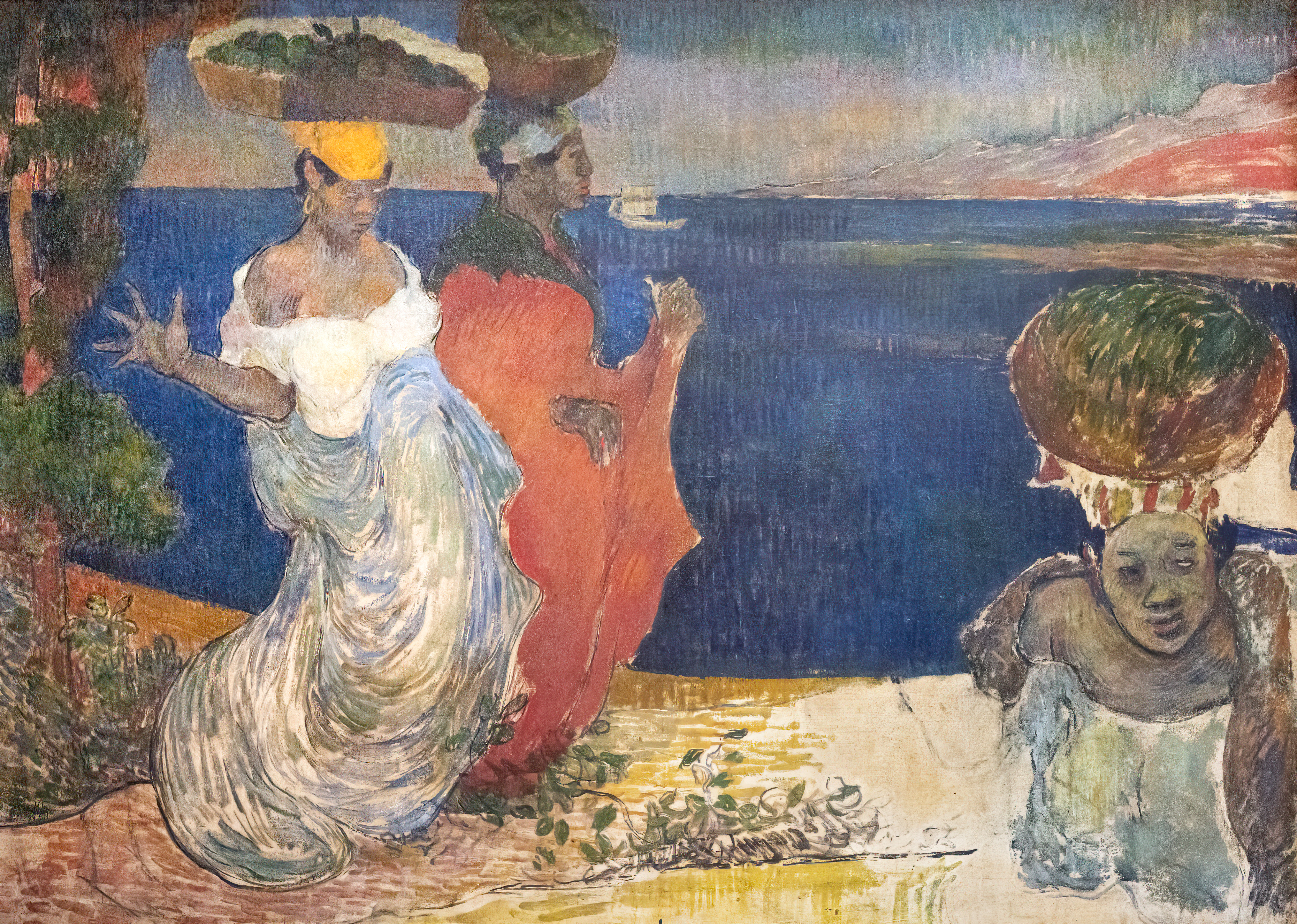
「海辺の女たち」1886年、オルセー美術館。
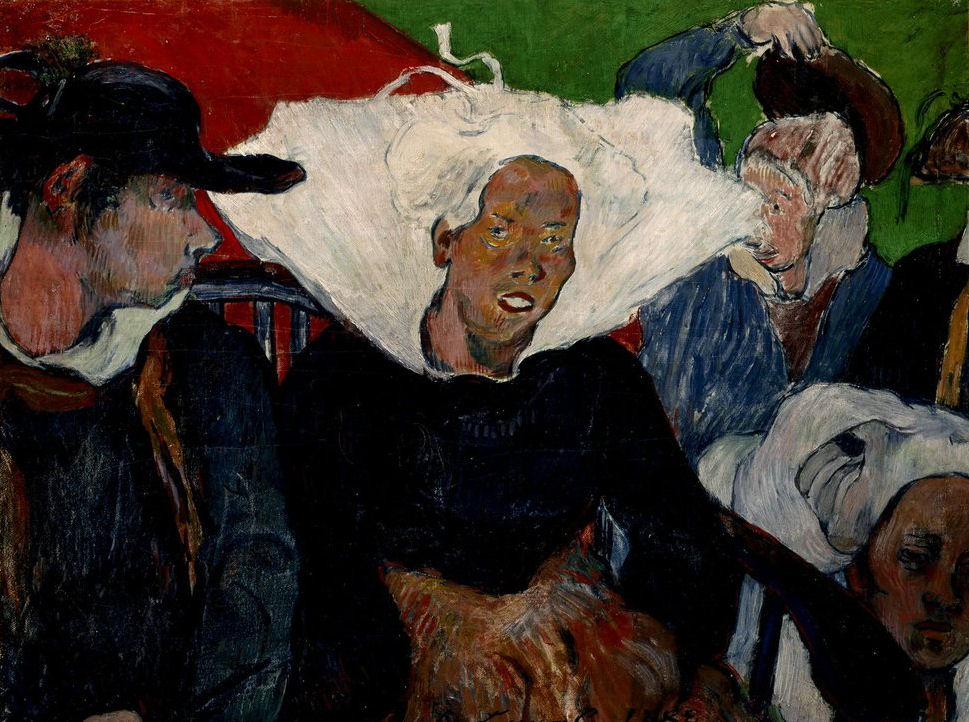
「市場に行く」1888年、インディアナポリス美術館。
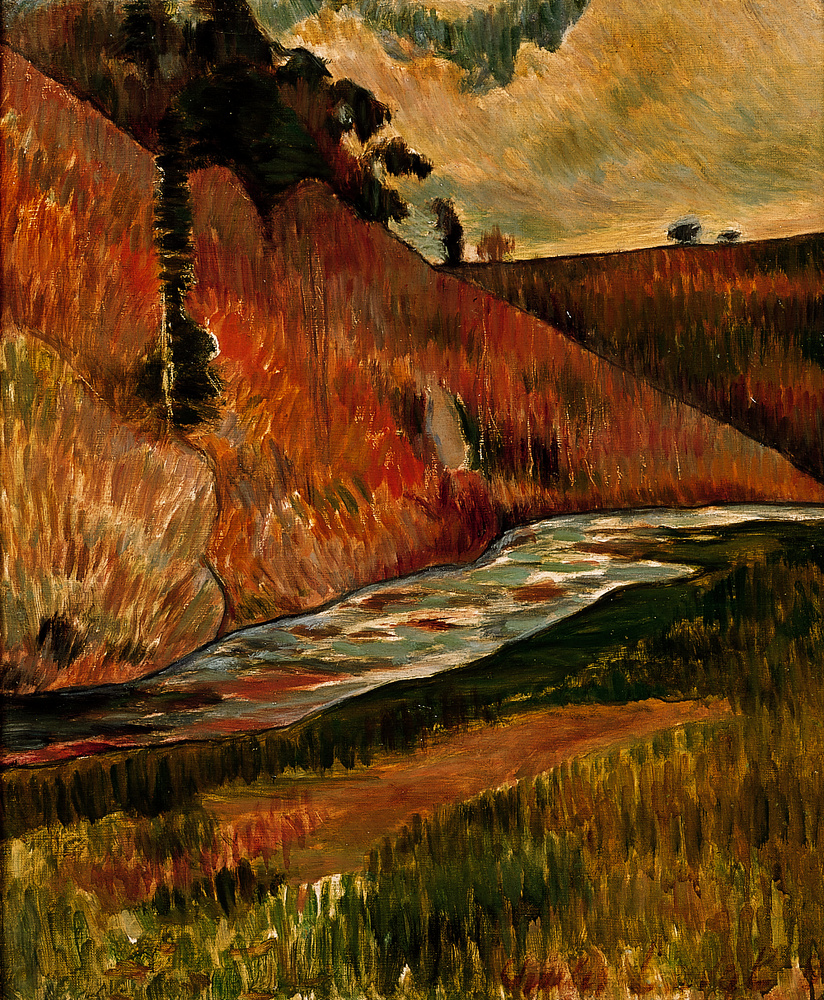
「風景」1888年、ストラスブール近現代美術館（英語版）。

ポン＝タヴァンでは、ラヴァルは結核を病み、ほとんど絵の制作を行っていない。その中で、アルルのフィンセント・ファン・ゴッホと絵の交換をしており、ゴッホは、送られたラヴァルの「自画像」を「とても素晴らしい」と賞賛している。
その後、1889年のパリ万国博覧会に合わせて行われたヴォルピニ展に、ゴーギャン、ベルナール、アンクタンらとともに、自作10点を出品している。これはナビ派の画家たちに影響を与えた。
ラヴァルの健康状態は更に悪化していった。1889年頃には、より宗教的な象徴主義に傾斜していった。1890年、彼はエミール・ベルナールの妹マドレーヌと婚約した。しかし、マドレーヌに好意を持っていたゴーギャンはこれに激怒し、ラヴァルを罵った。1893年まで制作を続けたが、ベルナールと同様、伝統的絵画に回帰していった。
1894年、結核の悪化によりパリで死去した。33歳であった。

## 作品
現在、ラヴァルの作品としては、油彩画・素描合わせて約30点が知られているのみである。それでも、幅広い主題とジャンルにおいて、統一されたスタイル、繊細で活力のある絵を残している。ただ、ベルナールからは、「非個性的だ」との評価を受けている。